# Оренбургское высшее военное авиационное Краснознаменное училище лётчиков имени И. С. Полбина
Оренбургское высшее военное авиационное Краснознаменное училище лётчиков имени И. С. Полбина (ОВВАКУЛ) — ныне не существующее высшее военное лётное училище в городе Оренбурге, осуществлявшее подготовку летного состава для Вооруженных Сил СССР. Расформировано 12 февраля 1993 года.

## История
Свою историю училище ведёт от «Авиационной школы воздушной стрельбы и бомбометания», формирование которой было начато в составе ВВС Московского военного округа, 10 августа 1921 года, в Москве. 24 июня 1922 года её перевели в город Серпухов, а в октябре 1927 года перебазировали в Оренбург, в здание бывшей духовной семинарии. По маршруту Серпухов — Липецк — Сызрань — Оренбург лётчики-инструкторы перегнали самолёты.
Осенью 1928 года из Ленинграда в Оренбург перебазирована Высшая военная школа лётчиков-наблюдателей, которая вошла в состав Третьей военной школы лётчиков и лётчиков-наблюдателей. В июне 1938 года 3-я ВАШЛ была преобразована в ВАУЛ им. К. Е. Ворошилова. В феврале 1939 года училище было разделено на два самостоятельных училища: Первое Чкаловское военное авиационное училище лётчиков им. К. Е. Ворошилова и Второе Чкаловское военное авиационное училище штурманов, что дало возможность улучшить условия подготовки лётчиков и штурманов.
В конце 1940-х годов обучение в училище осуществлялось на самолётах Ил-10, в первой половине 1950-х годов в Оренбургское авиационное училище поступили реактивные самолёты Ил-28 и МиГ-15 (перед зданием кадетского корпуса находится единственный в мире сохранившийся самолёт, на котором летал сам Ю. А. Гагарин).
В 1960 году училище получило статус высшего учебного заведения; в училище влился личный состав и учебно-материальная база Оренбургского училища штурманов ВВС и Кировобадского училища лётчиков (переведённого ранее в город Орск). 23 декабря 1963 года по инициативе Оренбургского обкома ВЛКСМ и Оренбургского высшего военного авиационного училища лётчиков создана первая в Советском Союзе школа юных космонавтов. С мая 1967 года училище носило имя дважды Героя Советского Союза генерала Полбина.
В приказах Министра обороны СССР и Главнокомандующего ВВС училище отмечено в числе лучших военно-учебных заведений страны в 1931, 1934, 1935, 1937, 1944, 1947, 1948, 1949, 1956, 1957, 1967, 1978, 1979, 1981, 1983 годах.
12 февраля 1993 года училище было расформировано. На базе училища создан Оренбургский кадетский корпус — многопрофильное учебное заведение, дающее первоначальную подготовку по лётному, вертолётному, авиационно-инженерному, ракетному, зенитно-ракетному, пожарному делу. Тогда же на территории бывшего лётного училища разместился Берлинский ордена Кутузова III степени военно-транспортный авиационный полк, выведенный из Прибалтики (его самолёты базируются на аэродроме Оренбург-2).
В 2013 году прокуратурой г. Оренбурга инициировано возбуждение уголовного дела за несохранение памятника истории и культуры — здания Оренбургского высшего военного лётного училища — по ст. 243.1 УК РФ (нарушение требований сохранения объекта культурного наследия, повлёкшее по неосторожности его повреждение в крупном размере). С 2003 года нежилые помещения бывшего училища были переданы местными властями в федеральную собственность и находились в ведении Министерства обороны РФ. Сейчас в здании находятся Музей космонавтики, являющийся структурным подразделением Музея истории Оренбурга, ГБОУ «Оренбургская кадетская школа-интернат имени И. И. Неплюева» и Оренбургская духовная семинария (часть здания возвращена РПЦ, поскольку во времена Российской империи в нём размещалось епархиальное училище).

## Учебные площадки
В составе училища было 3 учебных авиационных полка:
- 814-й учебный авиационный полк с частями обеспечения (аэродром Оренбург-2) и полевой аэродром Оренбург-3, впоследствии Теренсай. На вооружении полка самолёты Л-29.
- 904-й учебный авиационный полк с частями обеспечения (аэродром Чебеньки) и полевой аэродром Соль-Илецк. На вооружении до 1980 года самолёты Ил-28, затем Л-29.
- 750-й учебный авиационный полк с частями обеспечения (аэродром Орск-Первомайский) и полевой аэродром Ащебутак, затем Теренсай. На вооружении до 1982 года самолёты Ил-28 (ранее также МиГ-15), затем самолёты Ту-134УБЛ.

Учебные полёты производились на аэродромах:
- Оренбург-2 (814-й учебный авиаполк).
- Оренбург-3.
- Чебеньки (904-й учебный авиаполк).
- Соль-Илецк.
- Орск-Первомайский (750-й учебный авиаполк).
- Ащебутак.
- Теренсай.

Учебные авиаполигоны — Орловский, Акжарский.
Для обучения курсантов в послевоенный период использовались самолёты: Ил-10, Як-18, МиГ-15, Ил-28, Як-28, Л-29, Ту-134УБЛ.

## Наименования училища
- 10 августа 1921 года — "Авиационная школа воздушной стрельбы и бомбометания" г. Москва.  Основание: Приказ РВСР № 1951 от 10.08.21 г.
- 24 июня1922 года — "Авиационная школа воздушной стрельбы и бомбометания" переброшена в город  Серпухов.  Основание: предписание учебного Отдела ГУВФ № 1163 от 23.06.22 г.
- 1 октября 1923 года - "Высшая военная авиационная школа воздушной стрельбы и бомбометания", г. Серпухов. Основание: Приказ РВСН № 53 от 1.10.23 г.
- 1 марта 1925 года — "Военная школа воздушного боя", г. Серпухов. Основание: Приказ РВС СССР № 214 от 1.03.1925 г.
- осень 1928 года — Третья военная школа лётчиков и лётчиков-наблюдателей
- июнь 1938 года — Военное авиационное училище лётчиков им. К. Е. Ворошилова
- 2 февраля 1939 года — Первое Чкаловское военное авиационное училище лётчиков им. К. Е. Ворошилова
  - 2 февраля 1939 года — Второе Чкаловское военное авиационное училище штурманов
- 15 января 1941 года — Первая Чкаловская военно-авиационная школа пилотов им. К. Е. Ворошилова
- 1 октября 1945 года — Первое Чкаловское военное авиационное училище лётчиков им. К. Е. Ворошилова
- 1957 года — Первое Оренбургское военное авиационное училище лётчиков
- весна 1960 года — Оренбургское высшее военное авиационное училище лётчиков (ОВВАУЛ)
- май 1967 года — Оренбургское высшее военное авиационное училище лётчиков им. И. С. Полбина

## Начальники училища[3]
- генерал-майор авиации  Макаров Василий Харитонович (1949 - 1959)[4];
- генерал-лейтенант авиации Куличев, Иван Андреевич (1961-1967)[5];
- генерал-майор авиации  Медведев Алексей Захарович (1967-1970)[5];
- генерал-майор авиации  Васильев Марат Васильевич (1970-1974)[5];
- генерал-майор авиации  Симахин Юрий Васильевич (1974-1980)[5];
- генерал-майор авиации  Крутов Игорь Николаевич (1980-1982)[5];
- генерал-майор авиации  Кучин Николай Захарович (1982-1985)[5];
- генерал-майор авиации  Милюков Владимир Иванович (1985-1993)[5].

## Известные выпускники
Основная категория: Выпускники Оренбургского высшего военного авиационного Краснознамённого училища лётчиков
За годы своего существования училище выпустило около 32 000 военных лётчиков, штурманов и наземных авиаспециалистов.
Среди выпускников:
- более 150 генералов
- 361 Героя Советского Союза и Героя Социалистического Труда, Героя Российской Федерации[6]
  - в том числе: 342 Героя Советского Союза (список из 322 героев приводится в издании "Оренбуржцы — Герои Советского Союза",1987[7])
  - 11 — дважды Герои Советского Союза
  - 1 — Герой Социалистического Труда
  - 12 Героев Российской Федерации
- 250 человек известных в мире лётчиков-испытателей техники, заслуженных лётчиков и заслуженных штурманов СССР
- 4 лётчика-космонавта
- 30 кандидатов и докторов наук
- 2 лауреата Государственной премии[8]

В 1923—1924 гг. в училище, находившемся тогда в Москве и Серпухове, учился В. П. Чкалов.
В 1955—1957 гг. курсантом училища был Ю. А. Гагарин — будущий первый космонавт планеты.